# Арвернус
Арвернус (лат. Arvernus) је у гало-римској митологији био више епитет бога Марса него право божанство, мада постоје извори који га третирају као локалног племенског бога.
Његово име - Меркур Арвернус наводи на галско племе Арверне који су изузетно поштовали Марса. Настањивали су област данашњег Лиона .
Међутим, записи о њему су нађени једино уз обалу Рајне.
У једном од записа се помиње као Меркур, краљ Арверна (лат. Mercury Arvernorix).
Није немогуће да је Арвернус, заправо био древно келтско божанство, слично Марсу и уједињено с њим у истом култу.